# جودي فيبريوري
جودي فيبريوري (بالإنجليزية: Jody February)‏ (12 مايو 1996 جنوب أفريقيا - ) هو لاعب كرة قدم جنوب أفريقي، يلعب كحارس مرمى، شارك في كرة القدم في الألعاب الأولمبية الصيفية 2016.

## روابط خارجية
- جودي فيبريوري على موقع قاعدة بيانات كرة القدم.إي يو (الإنجليزية)
- جودي فيبريوري على موقع ناشيونال فوتبول تيمز (الإنجليزية)
- جودي فيبريوري على موقع Soccerway.com (الإنجليزية)
- جودي فيبريوري على موقع أوليمبيديا (الإنجليزية)